# Sybra bifasciculosa
Sybra bifasciculosa es una especie de escarabajo en la familia Cerambycidae. Fue descrito por Breuning en 1956.